# Parc national du Haut-Niger
Le parc national du Haut-Niger est un parc national de Guinée d'une superficie de 554 km2 classé au Journal officiel (janvier 1997), autour de l’ancienne forêt classée de la Mafou.

## Description
La forêt classée de Mafou où coule le fleuve Niger protège des étendues importantes de forêts et de savanes et est considérée comme une priorité de conservation pour l’Afrique de l'Ouest dans son ensemble.
Le parc national du Haut-Niger, inclus dans le réseau mondial des réserves de biosphère par le Programme sur l'homme et la biosphère de l’UNESCO le 16 décembre 2002, est la plus importante réserve en Guinée.
Le parc porte le nom du fleuve Niger qui le traverse. Le fleuve constitue la limite Nord–Ouest de l’aire centrale de la Mafou tandis que les rivières Mafou et Kofing, affluents du Niger, en constituent respectivement les limites Est et Sud
Le parc national du Haut Niger comprend :
- Une aire centrale de protection intégrale couvrant l’ancienne forêt classée de la Mafou ;
- Une aire connexe, dite zone tampon subdivisée en :
  - une zone d’interdiction totale de chasse de 24 500 ha, située au nord de l’aire
  - une zone d’intérêt cynégétique pour l’exercice d’activités cynégétiques organisées au profit de la population riveraine ;
  - une zone à vocation agro-forestière pour la réalisation d’action de développement local où l’aménagement et l’exploitation durable des ressources sont possibles, dans laquelle les populations locales mènent leurs activités habituelles, avec si possible un appui scientifique, technique, matériel et financier et autres. Les forêts classées de l’Amana (19 800 ha) et celle de la Tamba (16 000 ha) sont des espaces contigus constituant en quelque sorte des zones tampons à activité humaine contrôlée. Depuis 2005, la zone protégée est considérée comme une unité de conservation du lion.

Il s'agit d'un excellent endroit pour le tourisme, même si rien n'est réellement mis en place pour recevoir les visiteurs. Il y a tout de même possibilité d'être accompagné par les guides des eaux et forêts qui vous guideront dans le parc, à la recherche de pintades, singes, hippopotames, etc.,

## Localisation
Situé le long du fleuve Niger, ce parc touche à la fois les préfectures de Faranah, Dabola, Kouroussa, Kankan et Kissidougou. Côté Faranah, le parc est à environ 70 km au nord-est du chef lieu et est relié par une piste rurale à Sidakoro, dans la commune rurale de Bendou.

## Superficie
Il s’étend sur une superficie d’1 200 000 hectares et renferme deux noyaux : 
- le Mafou avec 55 000 hectares ;
- le Kouya vaste de 65 000 hectares.

Dans ces deux noyaux vivent toutes les espèces animales de la savane, selon les résultats du recensement de 1997.

## Histoire
Les zones à faible impact humain sont relativement rares en Guinée et ne se trouvent que dans les zones à faible densité de population. L'une de ces zones est celle de la forêt de Mafou, la dernière zone de forêt sèche restante en Guinée et l'une des rares restantes en Afrique de l'Ouest. Cette région a une faible population en raison de l'incidence généralisée de cécité des rivières et des atrocités commises par Samory Touré vers la fin du XIXe siècle.
La région a été peu perturbée au cours des 50 dernières années.

## Préservation
Le parc est situé dans le couloir de migration des grands mammifères entre la Guinée et les pays limitrophes. Mais plusieurs espèces sont en voie d’extinction. Il s’agit entre autres des lions, des panthères, les chimpanzés (actuellement protégés par l'ONG Centre de Conservation pour Chimpanzés), les pangolins, les hippopotames, les buffles, les oryctéropes.

## Divers
À 800 m de ce site se trouve un autre endroit emblématique, le village natal de Sékou Touré, premier président de la République de Guinée.